# Порвоо
Порвоо (фін. Porvoo МФА: [ˈporʋoː]; швед. Borgå [ˈbǒrːɡo] ( прослухати)) — місто Фінляндії, одне з шести середньовічних міст країни, про яке є писемна згадка до 14 ст. Центр шведського лютеранства Фінляндії. Населення 51 293 осіб (2023).

## Географія
Порвоо розташоване за 48 км на схід від Гельсінкі, 130 км від кордону РФ.

## Клімат
| Кліматограма Порвоо | Кліматограма Порвоо | Кліматограма Порвоо | Кліматограма Порвоо | Кліматограма Порвоо | Кліматограма Порвоо | Кліматограма Порвоо | Кліматограма Порвоо | Кліматограма Порвоо | Кліматограма Порвоо | Кліматограма Порвоо | Кліматограма Порвоо |
| --- | ------------------- | ------------------- | ------------------- | ------------------- | ------------------- | ------------------- | ------------------- | ------------------- | ------------------- | ------------------- | ------------------- |
| С | Л                   | Б                   | К                   | Т                   | Ч                   | Л                   | С                   | В                   | Ж                   | Л                   | Г                   |
| 55 −3 −7 | 46 −3 −8            | 41 1 −5             | 41 8 0              | 49 14 6             | 74 19 11            | 73 22 15            | 71 20 14            | 59 15 10            | 61 8 4              | 59 3 0              | 58 0 −3             |
| Середня макс. і мін. температури повітря (°C) Атмосферні опади (мм), за рік : 687 мм. Джерело: «Climate-Data.org» (англ.) |                     |                     |                     |                     |                     |                     |                     |                     |                     |                     |                     |

## Історія
Порвоо засноване 1346 Шведським королівством для контролю за морською торгівлею Карелії у акваторії Фінської затоки.
Після того, як Швеція втратила м. Виборг (Війпурі) у Карелії (1721, окупований військами Петра Романова), кафедра найсхіднішого лютеранського єпископа Швеції переміщена до міста Порвоо. З цього часу Порвоо є друге за розміром місто у Фінляндії (після Турку).
1808 року Порвоо став містом першого засідання новоствореного фінського уряду, коли російський імператор Александр I проголосив себе Великим князем Фінляндії.

## Промисловість
У місті розвинена промисловість: НПЗ — для виробництва біодизеля фінська «Neste Oil» ввела 2006 в експлуатацію новий завод потужністю 170 тис. тонн продукції на рік, також виробництво пропілену; міські фінські установи успішно працюють на іноземних ринках, зокрема компанія «Ensto Oy» (м. Порвоо, Фінляндія), основним видом діяльності якої є управління корпоративними правами суб'єктів господарювання, придбала понад 50 % акцій ЗАТ «Енсто Україна» (м. Київ, продаж лінійної арматури).
Модернізований порт Порвоо обробляє до 17,5 млн тонн продукції на рік.

## Туризм
Порвоо є визнаним туристичним центром.

## Пам'ятки
- Лютеранський Собор (1414)
- Стара міська Ратуша (1764, Історичний музей, Музей Едельфельта-Валгрена)
- Купецький будинок
- Будинок-музей поета Й. Рунеберга
- Могила-монумент на честь фінського націоналіста Ейґена Шаумана (1875—1904)
- Заповідник «Рускус»
- Музей ляльок
- Кондитерська фабрика

## Відомі особистості
У місті народилися художник Альберт Едельфельт, скульптор Вілле Вальгрен, попмузикант Рему Аалтонен, жив і помер поет Йоган Рунеберг, Йохан Бекман (* 1971) — фінський публіцист, соціолог, політолог та письменник.